# 松平親盛

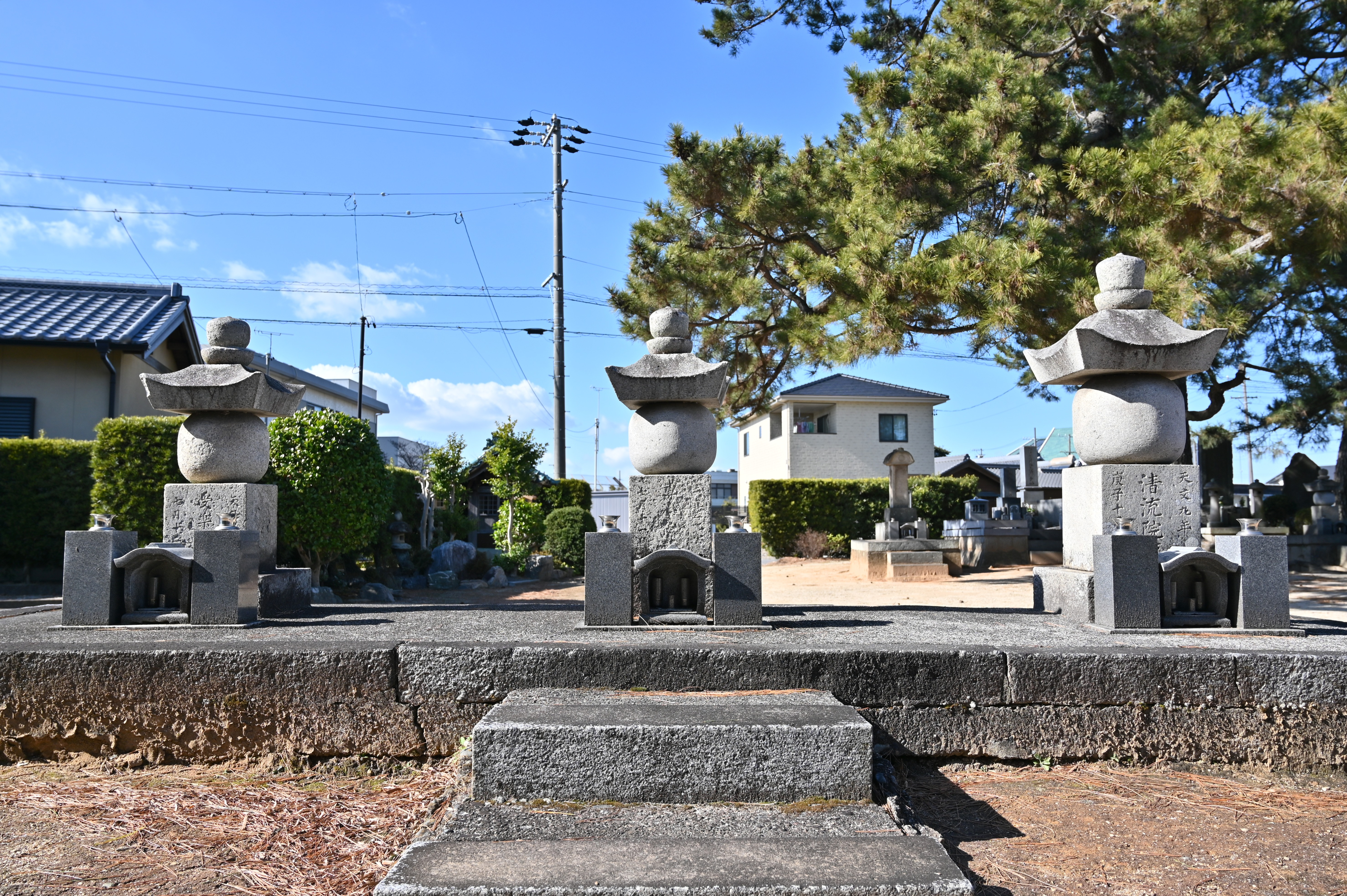
福釜松平家三代の墓（右から初代親盛、2代親次、3代親俊）

松平 親盛（まつだいら ちかもり）は、戦国時代の武将。三河松平氏の一族で、三河国碧海郡福釜（現在の愛知県安城市福釜町）を本拠とする福釜松平家の祖。系図によれば松平長親の次男。三郎次郎、右京亮と称した。

## 生涯
『寛政重修諸家譜』（以下『寛政譜』）や『三河物語』などによれば、松平長親の次男。長親が庶子に所領を分与した際に、福釜と東端（安城市東端町など）を与えられ、福釜城を居城とした。『寛政譜』によれば、天野源兵衛忠俊が附属されたという。
永正12年（1515年）、福釜村に宝泉院（浄土宗）を創建。同寺の開基とされる。
『三河物語』によれば、甥にあたる松平清康（兄・信忠の子）が東三河を平定する際、熊谷氏の居城・宇利城（新城市中宇利）の大手門に10数名で突撃し討死した。清康は親盛のこの死を信定の責任とし激昂したという。なお、『寛政譜』では親盛の死去は某年とし、死因については触れていない。『寛政譜』などでは宇利城攻めで戦死した人物は息子の親次としている（#親盛死没の諸説参照）。
『寛政譜』によれば宝泉院に葬られ、4代康親までは同寺を葬地としたという。現代では宝泉院の西100mほどの場所にある「松平墓地（福釜城主墓域）」に、初代親盛から5代康盛までの福釜松平家歴代の墓が移されている。宝泉院には親盛から2代親次・3代松平親俊までの肖像画があり、安城市指定の文化財となっている（指定名は「絹本著色　福釜松平三代像」）。

## 親盛死没の諸説
『三河物語』には清康二十歳の頃に尾張国岩崎（日進市岩崎）・品野（瀬戸市品野）の両郷を攻め、続いて東三河の宇利の熊谷氏を討ったとし、その宇利城の大手攻めにて一歩も引かなかった親盛は、多くの傷を被って主従12-3人と共に討死したと記す。清康は永正8年（1511年）生まれであるから、この戦いによる親盛の死は享禄3年（1530年）頃と推定される。
一方、『朝野旧聞裒藁』では『西蓮寺系図附録』を根拠に、この戦いで戦死したのは親盛嫡子の親次としている。『西蓮寺系図附録』には松平親盛の享禄3年11月の証文が所載されているため、親盛の生存が窺われるからである。ただし、松平氏の研究者である平野明夫は『朝野旧聞裒藁』は宇利城攻めを享禄2年としているため、整合性を考えれば宇利城攻めを享禄3年発生の出来事と仮定する。
この件について平野明夫は、この親盛証文について紙質・字体に疑問点が多いとする、安城古文書研究会編 『西蓮寺文書』（安城市教育委員会、1991年）の見解を挙げ、むしろこの時の親次の戦死を想定するならば、享年28では文亀3年（1503年）生まれとなり、延徳2年（1490年）生まれの兄・松平信忠との年齢差的（14歳差）に疑問を示している。平野は宇利城での戦死はやはり親盛であり、享年は28であったと結論付けている。

## 系譜
『寛政譜』によれば、松平長親の二男で、母は天野弾正某の娘とある。
『寛政譜』では実子として松平親次（三郎次郎、右京亮）を載せる。上述の通り『寛政譜』では宇利城で戦死した人物を親次（28歳没）としており、これに従えば親次は文亀3年（1503年）生まれ・享禄3年（1530年）没となる。『安城市史』では親次を大永元年（1521年）生まれ・天正3年（1575年）没とする。
『寛政譜』によれば、親盛は親次の三男である盛次（金兵衛）を養子に迎えている。盛次は一時出家したがのちに還俗したといい、親重（金三郎、金兵衛）という子があることが記されている。
松平家庶流の一つ・西福釜松平家は松平親忠の四男（親盛の叔父）・松平親光（甚三郎、刑部丞）を祖とし、福釜のうち西端など5か村を領したと称する家であるが、この家の伝える事績には福釜松平家との混同があると『寛永譜』の按文で指摘されている（たとえば親光が宇利城攻めで戦死しているなど）。西福釜松平家の系譜の中には、福釜松平家の親盛の末子「松平甚三郎親長」が家祖であるとするものがあるという（西福釜松平家参照）。
安城市福釜町蔵前の松林山西岸寺（浄土真宗大谷派）は延徳元年（1489年）創建というが、寺伝によればこの寺の開基とされる「松平玄番〔ママ〕」は親盛の庶子である。玄番が乳母に伴われて寺に住み込み、のちに親盛が寺を「西岸寺」と命名して玄番を開基住職とするよう命じたという。同寺の過去帳に、開基「清秀院殿釈了玄」、俗名「松平玄番」、天文16年（1547年）11月26日とあるという。